# Las Trancas
Las Trancas è un comune (corregimiento) della Repubblica di Panama situato nel distretto di Guararé, provincia di Los Santos. Si estende su una superficie di 29,2 km² e conta una popolazione di 511 abitanti (censimento 2010).